# Jenaro Pérez Gutiérrez
Jenaro Pérez Gutiérrez (Entrerríos, 30 de diciembre de 1933-Medellín, 6 de septiembre de 2020) fue un empresario, veterinario, zootecnista y político colombiano. Fue el gerente de Colanta desde 1974-2016.

## Biografía
Nació en Entrerríos, Antioquia, se radicó en Marinilla. Estudio medicina veterinaria y zootécnica en la Universidad Nacional de Colombia y realizó su maestría de nutrición animal en la Universidad of North Wales de Inglaterra. Empezó su trayectoria como empresario en administrar Colanta en 1973 hasta su renuncia en 2016.
Entre sus logros se destacó en la fundación de la Federación Colombiana de Cooperativas de Productores de Leche (Fedecooleche) y participó en la creación de otras tantas organizaciones. Dentro de su trayectoria de política se destacó en varias funciones en secretario de Agricultura de Antioquia, Concejal de Medellín, Cónsul de Nueva Zelanda. Falleció en Medellín el 6 de septiembre de 2020.